# Wax Simulacra
«Wax Simulacra» es un sencillo del álbum The Bedlam in Goliath de The Mars Volta. La canción debutó el 18 de noviembre de 2007 en la Live 105 FM de San Francisco. Esta canción fue previamente tocada en vivo por la banda bajo el nombre de "Idle Tooth." El lado-B "Pulled to Bits" es una versión de una canción de Siouxsie And The Banshees.
El 19 de octubre de 2007, un video promocional para la canción fue publicado por "the Universal Music Group web site".
El 20 de noviembre de 2008, la canción fue publicada para su descarga en la iTunes Store y en la Zune Marketplace. El 17 de junio de 2008, la canción fue interpretada en el Late Show with David Letterman. El 22 de junio de 2009, fue interpretada en vivo para MTV Live.
La canción ganó el Grammy a la mejor actuación Hard Rock en la 51.ª ceremonia de entrega de premios en 2009.

## Lista de canciones
1. «Wax Simulacra» - 2:40
2. «Pulled to Bits» - 3:33